# 검지
검지(본명: 전검지, 全檢挚, 1988년 9월 13일 ~ )는 대한민국의 트로트 가수이다.

## 경력
- 2011년 그룹 오로라의 멤버로 데뷔했다.
- 이후 2016년 애드테인먼트로 소속사를 옮기고 《콕찍어》라는 트로트 앨범을 발표하면서 솔로 활동을 이어 나갔다.
- 2016년 7월 19일, SBS 《스타킹》에 '김해 트로트 여신'으로 출연하여 포털 사이트 실시간 검색 순위 1위에 오르기도 하며 주목을 받았다.

## 음반
- 《딱 한잔만》 (2015년)
- 《콕찍어》 (2016년 4월 15일 발매)
- 《주세요》 (2016년 6월 15일 발매)
- 《나는요》 (2016년 10월 17일 발매)
- 《식사하셨어요》 (2017년 4월 26일 발매)

## 방송
- MBC 《테마기행 길》 - ‘봄, 태안 해변길을 가다’ 리포터 (2016년 5월 5일)
- 국방TV 《위문열차》 - ‘육군 203특공여단’ 편 (2016년 7월 4일)
- SBS 《스타킹》 - 전국 여신 대회 ‘김해 트로트 여신’ (2016년 7월 19일)
- 이벤트TV 《음악다방 영스타》 (2016년 11월 25일)
- SBS 《생방송 투데이》 - 똑똑한 건강법칙 '혈관나이 줄이는 건강한 생활습관' 편 (2016년 12월 21일)
- MBC강원영동 《동네방네》 - 원주 회촌마을 편 (2017년 2월 11일)
- MBC강원영동 《동네방네》 - 신인 가수 특집 (2017년 3월 25일)
- MBN 《특집다큐》 - 잘 먹고 잘 빼는 법 (2017년 5월 13일)
- 실버아이TV 《우리가요 한마당》 - 제29회 여주도자기축제 특집 (2017년 5월 16일)
- KBS2 《1대100》 (2017년 6월 6일 / 6월 13일)
- 민속방송 《숨은무당을 찾아라》 MC (2017년 7월 1일)
- 이벤트TV 《행복한 가요공감》 MC
- 실버아이TV 《가요스케치》 (MC), 이벤트TV 《어울림》, OBSW 《스타가요열전》 외 다수

## 홍보대사
- 2016년 공주역 홍보대사

## 수상
- 2016년 한중문화스타어워즈 라이징스타상
- 2016년 K-POP MUSIC AWARDS 우수상
- 2016년 LBMA STAR 신인가수상
- 2016년 한중문화경영대상 한중문화예술인부문대상
- 2016년 국제 참 예술인대상
- 2016년 대한민국 성인가요 스타대상

## 광고
- 2010년 오란씨 TV-CF
- 2016년 bnt 패션화보
- 2016년 삼성디지털프라자 북천안점 TV-CM
- 2017년 가라사대 전속 모델
- 2017년 국방일보 병영문화혁신 캠페인